# Ad maiorem Dei gloriam
Az Ad maiorem Dei gloriam vagy Ad majorem Dei gloriam a Jézus Társasága (jezsuiták) jelmondata. Rövidítése a latin kezdőbetűk összeolvasásával AMDG. Magyar változata Mindent Isten Nagyobb Dicsőségére formában ismert. A jelmondat magyar rövidítése MIND.

## Eredete
A jezsuita jelmondat a Jézus Társasága (jezsuita rend) alapítójának, Loyolai Szent Ignác rendalapítónak a lelkiségét tükrözi. A jezsuita szellemiség hasonló változatai még a Mindenben Istent látni!, vagy a Mindenben Istent keresni! felhívás, illetve a jezsuiták úgynevezett magis elve, amely a "mindig többre", a "felülről" származó, Istentől jövő inspirációra utal.

## Használata
Az AMDG iniciálékat Magyarországon gyakran faragták fából készült dísztárgyakra, festették kerámiára, jelent meg az úgynevezett napsugaras házak fából készült tűzfalain is, például Szegeden. Hogy a jezsuita jelmondat a magyar népi kultúra része lett, részben a Jézus Társasága által művelt népmissziók hatásának tudható be, amelyek által az egyébként inkább intellektuális erőfeszítéseikről ismert jezsuiták rengeteg embert szólítottak meg főleg az alacsonyabb néprétegekből.
Az A.M.D.G. újabban II. János Pál pápa leveleiben is felbukkant. A katolikus egyházfő előszeretettel tette a jezsuita jelszó iniciáléit a neve mellé.